# Henri Mouillefarine
Henri Mouillefarine, född 1 augusti 1910 i Montrouge, död 21 juli 1994 i Clamart, var en fransk tävlingscyklist.
Mouillefarine blev olympisk silvermedaljör i lagförföljelse vid sommarspelen 1932 i Los Angeles.